# Lidia Buble
Lidia Buble (Deva, Hunedoara, 9 de juny de 1993) és una cantant de música pop romanesa.

## Biografia
Lidia va començar a cantar, de ben petita, al cor de l'església pentecostal "Emanuel" de Deva, on el seu pare era pastor (ministre de cerimònies religioses). La solista va créixer en una família nombrosa, amb deu germans. Té molts parents que són músics.

## Els inicis de l'artista en la indústria musical
Buble es va fer famosa quan Adrian Sînă de la banda Akcent la va triar per cantar dues cançons famoses amb ell. Les cançons "Kamelia" i "We feel the same way" van sonar a totes les ràdios de Romania i de l'estranger, amb més d'11 milions de visualitzacions a YouTube, de manera que, en només uns mesos, Lidia Buble es va convertir en una estrella als 21 anys.

## Discografia
- Noi simțim la fel (feat Adrian Sina) (2014)
- Kamelia (feat Akcent & DDY Nunes) (2014)
- Forever love (2014)
- Le-am spus și fetelor (feat Amira) (2015)
- Inima nu știe (2015)
- Mă cerți (2016)
- Mi-e bine (2016)
- Eu voi fi (2017)
- Secrete (2017)
- Cămașă (2017)
- Sârut mâna, Mamă ! (2018)
- Sub apă (2018)
- Tu (2018)
- Asta sunt eu! (feat What s up) (2019)
- Undeva la mijloc (2019)
- Margarita (feat Descemer Bueno) (2019)
- Lacătul și femeia (2019)
- La Luna (feat Jay Maly x Costi) (2020)
- Cu ochii ăia verzi (2020)
- Intens (2021)
- Extrapolăm (2021)
- Draga mea (2022)
- Por Amor (feat Mabel Yeah) (2022)
- Ochii Tăi (feat DJ Project) (2022)